# 歐陽紹祁
歐陽紹祁（?—?），江西省分宜縣人，清朝政治人物、進士出身。
光緒三十年，會試第235名；殿試登進士三甲第27名，以主事分部學習。后送往日本法政大學速成科第五班。